# 石田孝文
石田 孝文（いしだ たかふみ）は、日本のフリーライター・漫画家。

## 来歴
広島県福山市出身。武蔵野美術大学映像学科卒業後、どろんこ作業所に入社するも7日で挫折。失業。
趣味は、シーカヤック。夢は羊の毛をバリカンで刈る事。
現在は『月刊TVnavi』にて『ナビーロード』を執筆中。

## 過去の作品
- 『発汗！カルシウム』
- 『こりゃまた！ニンポー』
- 『ピンポン★ダッシュ』
- 『小生は芸つっくん』
- 絵本『OH!くんのまわし』
- 絵本『OH!くんのかくれが』
- 絵本『OH!くんのおめでとう』
- 絵本『OH!くんのうた』

## YouTube
2007年からYouTubeで動画を投稿している。ここでは動画で行っている企画を紹介する。
- ひろゆきでなくひこゆき
- #Shorts動画
- アニメ『鬼滅の刃』シリーズ
- プレゼン解説
- マンガ動画
- マンガ動画
- バチェラーブンジン(BACHELOR BUNZIN)
- よく見りゃ似てるこのYouTuber
- 575オンライン
- 大人のひみつシリーズ
- 雑な中国の●●
- Amazonで１番安い●●買ってみた！
- ⛺️歯抜けじじいのキャンプ紹介
- ドヘンタイニュース
- パクりたいYouTuberランキング
- 求ム！情報提供シリーズ
- 見て損したYouTuberランキング
- エアガン実験
- 勝手に送ってみたシリーズ
- ハンドスピナー詐欺
- 🎮2800円のPS4詐欺
- ミートモで似顔絵
- ぼんち実験
- ☎️ヒコカツの電話シリーズ
- 🐤ぴるるとコラボ
- 💘生存確認シリーズ
- 🍍PPAP🍎ペンパイナッポーアッポーペンシリーズ
- 君の名は。シリーズ
- おみや現地喰い
- チク夫出てます！
- 雑なポケスト情報
- 石垣もずく（元ギニョル）とコラボ
- ポケモンGO
- 包茎手術シリーズ
- 🔍YouTuberニュースシリーズ
- 水曜日の生存確認シリーズ
- 🎈風船噛みちぎり破裂チャレンジ
- 風船噛みちぎり破裂チャレンジ
- チク夫の一人遊び
- シリコンTuberシリーズ
- 💢ヒコカツのブチ切れシリーズ
- ビリビリペン100本チャレンジ
- あぶって
- ソックスくさいシリーズ
- パンケーキアート
- マインクラフト【Minecraft】家石田のマイクラ動画集
- LINEスタンプの作り方
- 🎤ヒコカツの替え歌シリーズ🎙
- 【烈車戦隊】トッキュウジャー【TQG再生リスト】
- 高須光聖企画チャレンジ
- ゴロリコンシリーズ
- カンキンTVシリーズ